# Meccanismo di Kelvin-Helmholtz
Il meccanismo di Kelvin-Helmholtz è un fenomeno astronomico che avviene quando la superficie di una stella o di un pianeta si raffredda causando di conseguenza una diminuzione della  pressione idrostatica, che il corpo celeste compensa comprimendosi per ristabilire l'equilibrio idrostatico. Per la legge della conservazione dell'energia in un sistema isolato, questa compressione genera a sua volta un riscaldamento del nucleo stellare o planetario. 
Questo meccanismo è particolarmente evidente nel caso di Giove e Saturno, nonché nelle stelle nane brune le cui temperature al centro non sono sufficienti ad innescare la fusione nucleare. In base ai calcoli, Giove sembra irradiare attraverso questo meccanismo più energia di quella che riceve dal Sole, mentre potrebbe non essere così nel caso di Saturno.
I primi a suggerire l'esistenza di un simile fenomeno furono Lord Kelvin e Hermann von Helmholtz, sul finire del XIX secolo, come ipotesi per spiegare l'origine dell'energia del Sole; oggi sappiamo che il meccanismo genera una quantità di energia di gran lunga troppo esigua per poter essere alla base del funzionamento delle stelle.

## Energia generata da una contrazione di Kelvin-Helmholtz
Secondo l'ipotesi originaria di Kelvin e Helmholtz, l'energia potenziale gravitazionale derivante dalla contrazione del Sole avrebbe fornito energia sufficiente al sostentamento della sua emissione di radiazioni. Assumendo una densità di materia uniforme, possiamo approssimare la stella ad una sfera perfetta costituita da gusci concentrici. L'energia potenziale gravitazionale si può così trovare mediante un integrale.
In meccanica newtoniana l'energia potenziale gravitazionale vale:
{\displaystyle U(r)=-{\frac {Gm_{1}m_{2}}{r}}}
Dove G è la costante di gravitazione universale, e le due masse sono in questo caso quella del singolo guscio (di spessore dr) e quella contenuta al suo interno, trovata a sua volta come integrale delle masse dei gusci interni. Otteniamo cioè che:
{\displaystyle U=-G\int _{0}^{R}{\frac {m(r)4\pi r^{2}\rho }{r}}\,dr}
Dove R è il raggio stellare, ed m(r) è la massa contenuta all'interno del raggio r. Sostituiamo ora ad m(r) un prodotto di volume e densità, così da poter risolvere l'integrale:
{\displaystyle U=-G\int _{0}^{R}{\frac {4\pi r^{3}\rho 4\pi r^{2}\rho }{3r}}\,dr=-{\frac {16}{15}}G\pi ^{2}\rho ^{2}R^{5}}
Se si riformula utilizzando la massa totale della sfera, pari al prodotto di volume e densità, si ottiene
{\displaystyle U=-{\frac {3G\,M^{2}}{5R}}}
Nonostante l'ipotesi arbitraria della presenza di una densità uniforme, questo calcolo può essere utile per fornire una stima della vita media di una stella a seconda della sua massa e del suo raggio, dividendo il risultato ottenuto per la luminosità. Nel caso del Sole ciò è fonte di ulteriori incertezze, perché la sua luminosità può ritenersi costante nel tempo soltanto entro certi limiti.
{\displaystyle {\frac {U}{L_{\odot }}}\approx {\frac {2.3\times 10^{41}}{4\times 10^{26}}}\approx 18\ \mathrm {milioni\ di\ anni} }
Qui {\displaystyle L_{\odot }} è la luminosità del Sole. Sebbene questo processo, rispetto alle altre ipotesi avanzate in precedenza sulla produzione di energia all'interno del Sole, possa garantire una vita media considerevolmente più lunga, il valore trovato è comunque assolutamente esiguo rispetto all'età del Sole, attualmente stimata in circa cinque miliardi di anni.
Scoperte successive hanno portato a concludere che l'energia emessa dalle stelle è il frutto di reazioni di natura nucleare.